# Vemb-Lemvig-Thyborøn Jernbane

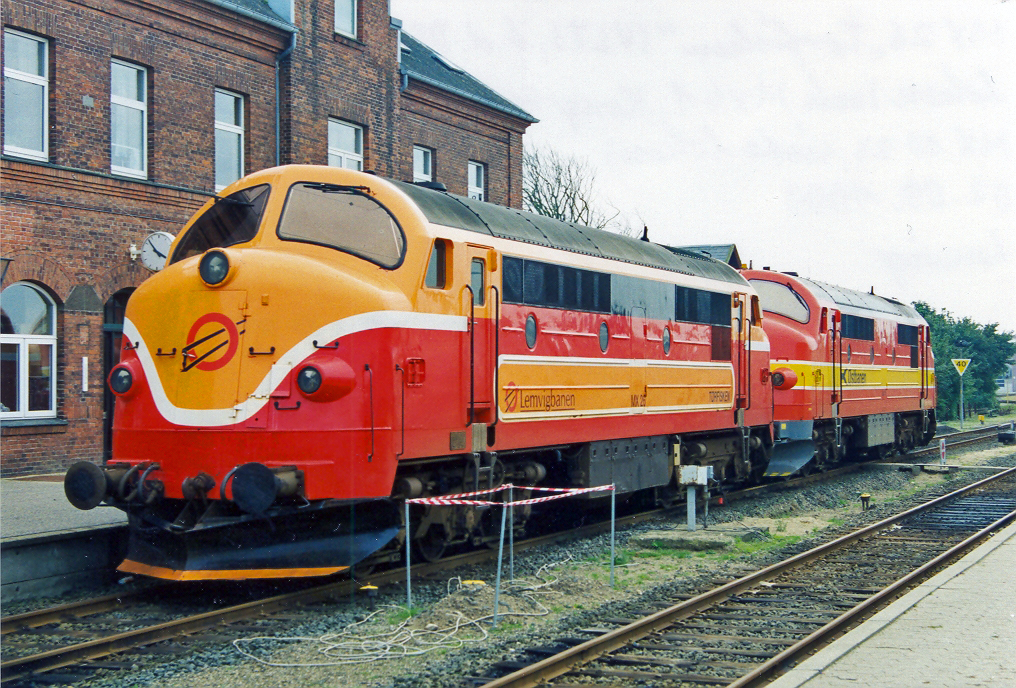
VLTJ MX 26 (vooraan), een voormalige DSB diesellocomotief type MX

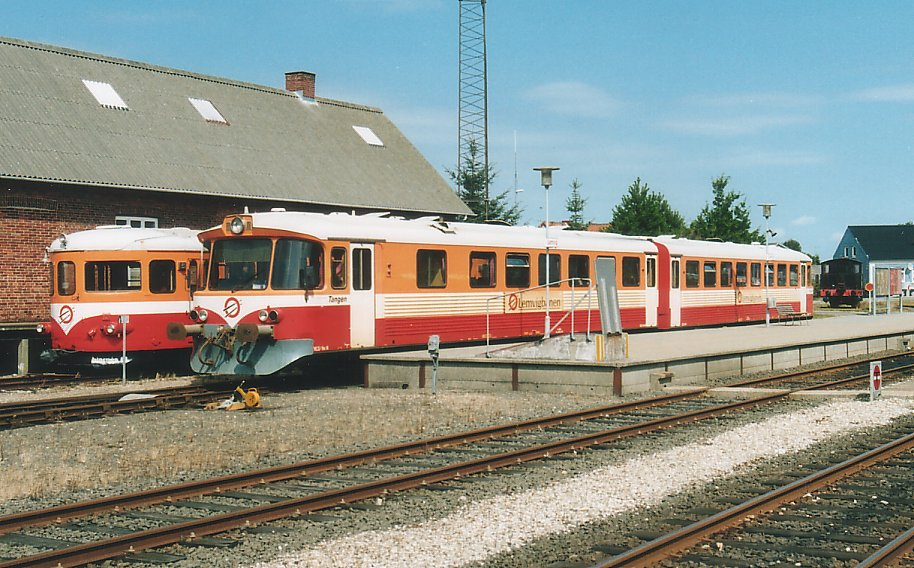
VLTJ YMB17 (links), een voormalig Zweeds motorrijtuig, en Lynette treinstel Ym14+Ys14 (rechts) te Lemvig

Vemb-Lemvig-Thyborøn Jernbane (VLTJ) of Lemvigbanen, genoemd naar de spoorlijn Lemvigbanen, was een private spoorwegmaatschappij in het noordwesten van het schiereiland Jutland in Denemarken, ontstaan in 1921 door een fusie tussen Vemb-Lemvig Jernbane (VLJ) en Lemvig-Thyborøn Jernbane (LTJ).

## Geschiedenis
De VLJ werd opgericht in 1879 en exploiteerde sinds 20 juli 1879 de spoorlijn Lemvigbanen tussen Vemb en Lemvig. De LTJ volgde twintig jaar later met de exploitatie van de spoorlijn Thyborønbanen tussen Lemvig en Thyborøn, geopend op 22 juli 1899 (tot Harboøre) en 1 november 1899 (tot Thyborøn).
Sinds de fusie in 1921 voert de VLTJ lokale treindiensten uit op het traject Vemb-Lemvig-Thyborøn.
Anno 2008 rijdt eenmaal per dag een reizigerstrein van Vemb door naar Holstebro. Tevens rijdt de VLTJ goederentreinen van Thyborøn en/of Rønland naar Herning v.v., waarbij in Lemvig, Vemb en Holstebro van rijrichting wordt gewisseld.
Tijdens de zomervakantie rijdt de VLTJ ook op het bergtraject tussen het station en de haven van Lemvig.
In 2008 is de VLTJ met Hads-Ning Herreders Jernbane (HHJ) gefuseerd tot Midtjyske Jernbaner.

## Materieel
VLTJ beschikte voor de fusie over dieseltreinstellen van het type Lynette voor de reizigersdienst en een tweetal van de DSB overgenomen diesellocomotieven (een type MX en een type MY) voor de goederendienst. Voor de verbinding met de haven in Lemvig in de zomervakantie werd lange tijd gebruikgemaakt van twee voormalig Zweedse motorrijtuigen. Deze zijn in 2007 afgevoerd. Het materieel is oranje, rood en wit van kleur. De diesellocomotief type MY heeft nog de oude rood met zwarte kleurstelling van de DSB behouden.
Vanaf 2010 zal een proef met materieel met waterstofaandrijving op het traject van de VLTJ plaatsvinden.